# Star Fleet Project
Albums de Brian May
Back to the Light
(1992)
Star Fleet Project est un EP solo de Brian May, guitariste de Queen, sorti en 1983. Le projet n'est pas intégralement l'œuvre de Brian May et a été officiellement réalisé sous le nom de Brian May + Friends. Les Friends sont constitués du guitariste Eddie Van Halen, du batteur Alan Gratzer (REO Speedwagon), du bassiste Phil Chen (qui a joué avec Jeff Beck et Rod Stewart) ainsi que Fred Mandel (notamment claviériste sur l'album The Works de Queen). Roger Taylor, batteur de Queen, a également participé sur la chanson Star Fleet, aux chœurs. À l'origine, il n'était pas prévu que les bandes enregistrées pendant les sessions soient un jour sorties, d'où un mixage des chansons réduit au minimum.

## Historique
Enregistré les 21 et 22 avril 1983 aux studios Record Plant à Los Angeles, l'album est sorti au mois d'octobre de la même année en vinyle, et aucun autre format (comme le CD) de l'album complet n'est sorti jusqu'à aujourd'hui, du moins pas officiellement. L'album comprend trois chansons assez longues, Star Fleet, Let Me Out et Blues Breaker.
L'idée concernant l'album vient du fils de Brian May, Jimmy.
« Star Fleet est le thème d'une série TV de science-fiction anglaise pour les enfants de tout âge, un anime japonais avec une bande son anglaise incluant de la musique écrite par Paul Bliss. Les personnages principaux sont des pilotes de vaisseaux qui peuvent s'assembler entre eux en un robot géant pour des combats terrestres. Mon fils Jimmy m'a fait découvrir cette série, et j'en suis devenu aussi accro que lui, avant d'avoir l'idée de faire une version hard rock du thème musical. »
Sous le nom de Star Fleet, les fans français reconnaîtront en fait Bomber X, une série d'animation à base de marionnettes sur un scénario de Go Nagai (créateur du mythique Goldorak), et diffusée en France au début des années 1980.
Let Me Out était une vieille chanson de Brian May qu'il n'avait jusqu'alors pas eu l'intention d'enregistrer.
Blues Breaker, dédiée à Eric Clapton dont May et Van Halen étaient fans, est une chanson spontanée qui montre l'enthousiasme des deux guitaristes lors d'un jam plus ou moins improvisé.
Longtemps seulement disponible en vinyle, on peut aujourd'hui trouver les trois titres de Star Fleet Project sur deux CD-singles de Brian May issus de l'album Back to the Light. Le premier comprend Star Fleet et Let Me Out, et le deuxième Blues Breaker. Puis, en 1993, les trois chansons se trouvèrent sur le mini-album japonais Resurrection, mais dans un ordre différent de l'album original.

## Liste des titres
| No | Titre         | Auteur                                    | Durée |
| -- | ------------- | ----------------------------------------- | ----- |
| 1. | Star Fleet    | Bliss / arrangé par Brian May             | 8:04  |
| 2. | Let Me Out    | May                                       | 7:13  |
| 3. | Blues Breaker | May / Van Halen / Gratzer / Chen / Mandel | 12:48 |

## Crédits
- Guitare, chant : Brian May
- Guitare, chœurs : Eddie Van Halen
- Batterie, percussions : Alan Gratzer
- Basse : Phil Chen
- Claviers : Fred Mandel
- Chœurs : Roger Taylor sur Star Fleet
- Mixage : Reinhold Mack
- Ingénieur du son : Mike Beiriger
- Ingénieur additionnel : Nick Froome

## Classements

### Album
| Classement (1983) | Position |
| ----------------- | -------- |
| Royaume-Uni       | 35       |

### Single
| Titre      | Classement (1983) | Position |
| ---------- | ----------------- | -------- |
| Star Fleet | Royaume-Uni       | 65       |